# Беоспора мишохвоста
Беоспора мишохвоста (Baeospora myosura) — вид базидіомікотових грибів родини маразмієвих (Marasmiaceae).

## Поширення
Вид поширений в Європі та Північній Америці. Присутній у фауні України. Росте великими групами в хвойних та змішаних лісах, на опалих шишках сосни та ялини, іноді на гниючій деревині.

## Опис
Шапинка спочатку напівсферична, випукла, пізніше плоско-розпростерта, з бугорком посередині. Діаметр шапинки 1 — 2 см. Поверхня шапинки рожево-сіро-коричнева, блідо-бежева, в центрі коричнева. Гіменофор пластинчастий з білими або сіруватими пластинками. Споровий порошок білий. Спори овальні, розміром 2,7-4 х 1-2,2 мкм. Ніжка заввишки 2 — 8 см, покрита білим борошнистим нальотом, червонувато-коричнювата, кремово-коричнювата, жовто-коричнювата.